# Major League Soccer
Major League Soccer (MLS) er den øverste fodboldliga i USA og Canada, godkendt af det amerikanske fodboldforbund, United States Soccer Federation, som er medlem af FIFA. Klubberne spiller heri årligt om det nordamerikanske mesterskab, også kaldet MLS Cup. Ligaen blev oprettet efter det succesfulde VM i 1994, der blev afviklet i USA, og første sæson blev spillet i 1996. Det mest succesfulde hold er Los Angeles Galaxy, der har vundet turneringen fem gange. Herefter følger D.C. United, der har vundet mesterskabet fire gange.
Major League Soccer omfattede ved sin grundlæggelse ti klubber, men består af 26 hold, der på typisk amerikansk sports-facon er inddelt i to geografisk orienterede konferencer. I de kommende år vil de følgende fire hold blive tilføjet til ligaen: Austin FC (2021), Charlotte (2021), Sacramento Republic FC (2022) og St. Louis (2022).

## Seneste aktuelle slutstilling

### Eastern Conference
| Pos | Hold                   | K  | V  | U  | T  | M+ | M- | MF  | P  |                                          |
| --- | ---------------------- | -- | -- | -- | -- | -- | -- | --- | -- | ---------------------------------------- |
| 1   | New York Red Bulls     | 34 | 22 | 5  | 7  | 62 | 33 | +29 | 71 | Major League Soccer Play-Off 1/4-finaler |
| 2   | Atlanta United FC      | 34 | 21 | 6  | 7  | 70 | 44 | +26 | 69 | Major League Soccer Play-Off 1/4-finaler |
| 3   | New York City FC       | 34 | 16 | 8  | 10 | 59 | 45 | +14 | 56 | Major League Soccer Play-Off 1/8-finaler |
| 4   | D.C. United            | 34 | 14 | 9  | 11 | 60 | 50 | +10 | 51 | Major League Soccer Play-Off 1/8-finaler |
| 5   | Columbus Crew SC       | 34 | 14 | 9  | 11 | 43 | 45 | −2  | 51 | Major League Soccer Play-Off 1/8-finaler |
| 6   | Philadelphia Union     | 34 | 15 | 5  | 14 | 49 | 50 | −1  | 50 | Major League Soccer Play-Off 1/8-finaler |
| 7   | Montreal Impact        | 34 | 14 | 4  | 16 | 47 | 53 | −6  | 46 |                                          |
| 8   | New England Revolution | 34 | 10 | 11 | 13 | 49 | 55 | −6  | 41 |                                          |
| 9   | Toronto FC             | 34 | 10 | 6  | 18 | 59 | 64 | −5  | 36 |                                          |
| 10  | Chicago Fire           | 34 | 8  | 8  | 18 | 48 | 61 | −13 | 32 |                                          |
| 11  | Orlando City SC        | 34 | 8  | 4  | 22 | 43 | 74 | −31 | 28 |                                          |

### Western Conference
| Pos | Hold                   | K  | V  | U | T  | M+ | M- | MF  | P  |                                          |
| --- | ---------------------- | -- | -- | - | -- | -- | -- | --- | -- | ---------------------------------------- |
| 1   | Sporting Kansas City   | 34 | 18 | 8 | 8  | 65 | 40 | +25 | 62 | Major League Soccer Play-Off 1/4-finaler |
| 2   | Seattle Sounders FC    | 34 | 18 | 5 | 11 | 52 | 37 | +15 | 59 | Major League Soccer Play-Off 1/4-finaler |
| 3   | Los Angeles FC         | 34 | 16 | 9 | 9  | 68 | 52 | +16 | 57 | Major League Soccer Play-Off 1/8-finaler |
| 4   | FC Dallas              | 34 | 16 | 9 | 9  | 52 | 44 | +8  | 57 | Major League Soccer Play-Off 1/8-finaler |
| 5   | Portland Timbers       | 34 | 15 | 9 | 10 | 54 | 48 | +6  | 54 | Major League Soccer Play-Off 1/8-finaler |
| 6   | Real Salt Lake         | 34 | 14 | 7 | 13 | 55 | 58 | −3  | 49 | Major League Soccer Play-Off 1/8-finaler |
| 7   | LA Galaxy              | 34 | 13 | 9 | 12 | 66 | 64 | +2  | 48 |                                          |
| 8   | Vancouver Whitecaps FC | 34 | 13 | 8 | 13 | 54 | 67 | −13 | 47 |                                          |
| 9   | Houston Dynamo         | 34 | 10 | 8 | 16 | 58 | 58 | 0   | 38 |                                          |
| 10  | Minnesota United FC    | 34 | 11 | 3 | 20 | 49 | 71 | −22 | 36 |                                          |
| 11  | Colorado Rapids        | 34 | 8  | 7 | 19 | 36 | 63 | −27 | 31 |                                          |
| 12  | San Jose Earthquakes   | 34 | 4  | 9 | 21 | 49 | 71 | −22 | 21 |                                          |

## Deltagende hold
Nedenstående hold deltager i Major League Soccer i sæsonen 2022:
| Hold                   | By                          | Stadion                    | Kapicitet          | Sluttede sig til MLS | Træner                |
| Eastern Conference     | Eastern Conference          | Eastern Conference         | Eastern Conference | Eastern Conference   | Eastern Conference    |
| ---------------------- | --------------------------- | -------------------------- | ------------------ | -------------------- | --------------------- |
| Atlanta United FC      | Atlanta, Georgia            | Mercedes-Benz Stadium      | 42,500             | 2017                 | Gonzalo Pineda        |
| Charlotte FC           | Charlotte, North Carolina   | Bank of America Stadium    | 38,000             | 2022                 | Miguel Ángel Ramírez  |
| Chicago Fire FC        | Chicago, Illinois           | Soldier Field              | 24,995             | 1998                 | Ezra Hendrickson      |
| FC Cincinnati          | Cincinnati, Ohio            | TQL Stadium                | 26,000             | 2019                 | Pat Noonan            |
| Columbus Crew          | Columbus, Ohio              | Lower.com Field            | 20,011             | 1996                 | Caleb Porter          |
| D.C. United            | Washington, D.C.            | Audi Field                 | 20,000             | 1996                 | Chad Ashton (interim) |
| Inter Miami CF         | Fort Lauderdale, Florida    | DRV PNK Stadium            | 18,000             | 2020                 | Phil Neville          |
| CF Montréal            | Montreal, Quebec            | Saputo Stadium             | 19,619             | 2012                 | Wilfried Nancy        |
| New England Revolution | Foxborough, Massachusetts   | Gillette Stadium           | 20,000             | 1996                 | Bruce Arena           |
| New York City FC       | New York City, New York     | Yankee Stadium             | 30,321             | 2015                 | Ronny Deila           |
| New York Red Bulls     | Harrison, New Jersey        | Red Bull Arena             | 25,000             | 1996                 | Gerhard Struber       |
| Orlando City SC        | Orlando, Florida            | Exploria Stadium           | 25,500             | 2015                 | Óscar Pareja          |
| Philadelphia Union     | Chester, Pennsylvania       | Subaru Park                | 18,500             | 2010                 | Jim Curtin            |
| Toronto FC             | Toronto, Ontario            | BMO Field                  | 28,351             | 2007                 | Bob Bradley           |
| Western Conference     |                             |                            |                    |                      |                       |
| Austin FC              | Austin, Texas               | Q2 Stadium                 | 20,500             | 2021                 | Josh Wolff            |
| Colorado Rapids        | Commerce City, Colorado     | Dick's Sporting Goods Park | 18,061             | 1996                 | Robin Fraser          |
| FC Dallas              | Frisco, Texas               | Toyota Stadium             | 20,500             | 1996                 | Nico Estévez          |
| Houston Dynamo FC      | Houston, Texas              | PNC Stadium                | 22,039             | 2006                 | Paulo Nagamura        |
| Nashville SC           | Nashville, Tennessee        | Geodis Park                | 30,000             | 2020                 | Gary Smith            |
| Sporting Kansas City   | Kansas City (Kansas)        | Children's Mercy Park      | 18,467             | 1996                 | Peter Vermes          |
| LA Galaxy              | Carson, California          | Dignity Health Sports Park | 27,000             | 1996                 | Greg Vanney           |
| Los Angeles FC         | Los Angeles, California     | Banc of California Stadium | 22,000             | 2018                 | Steve Cherundolo      |
| Minnesota United FC    | Saint Paul, Minnesota       | Allianz Field              | 19,400             | 2017                 | Adrian Heath          |
| Portland Timbers       | Portland, Oregon            | Providence Park            | 25,218             | 2011                 | Giovanni Savarese     |
| Real Salt Lake         | Sandy, Utah                 | Rio Tinto Stadium          | 20,213             | 2005                 | Pablo Mastroeni       |
| San Jose Earthquakes   | San Jose (Californien)      | PayPal Park                | 18,000             | 1996                 | Alex Covelo (interim) |
| Seattle Sounders FC    | Seattle, Washington         | Lumen Field                | 37,722             | 2009                 | Brian Schmetzer       |
| Vancouver Whitecaps FC | Vancouver, British Columbia | BC Place                   | 22,120             | 2011                 | Vanni Sartini         |

### Fremtidlige hold i MLS
| Hold                   | By                     | Stadion           | Kapacitet | Slutter sig til MLS | Træner |
| ---------------------- | ---------------------- | ----------------- | --------- | ------------------- | ------ |
| St. Louis City SC      | St. Louis, Missouri    | Centene Stadium   | 22,500    | 2023                | TBA    |
| Sacramento Republic FC | Sacramento, California | Railyards Stadium | 20,100    | TBA                 | TBA    |

### Tidligere hold i MLS
| Hold             | By                 | Stadion          | Kapacitet | Sidste sæson i MLS |
| ---------------- | ------------------ | ---------------- | --------- | ------------------ |
| Tampa Bay Mutiny | Tampa, Florida     | Tampa Stadium    | 74,301    | 2001               |
| Miami Fusion     | Miami, Florida     | Lockhart Stadium | 17,417    | 2001               |
| Chivas USA       | Carson, California | StubHub Center   | 18,800    | 2014               |

## Historie
Nedenstående er en liste over samtlige vindere af Major League Soccer siden stiftelsen i 1996:
- 1996: D.C. United
- 1997: D.C. United
- 1998: Chicago Fire
- 1999: D.C. United
- 2000: Kansas City Wizards
- 2001: San Jose Earthquakes
- 2002: Los Angeles Galaxy
- 2003: San Jose Earthquakes
- 2004: D.C. United
- 2005: Los Angeles Galaxy
- 2006: Houston Dynamo
- 2007: Houston Dynamo
- 2008: Columbus Crew
- 2009: Real Salt Lake
- 2010: Colorado Rapids
- 2011: Los Angeles Galaxy
- 2012: Los Angeles Galaxy
- 2013: Sporting Kansas City
- 2014: Los Angeles Galaxy
- 2015: Portland Timbers
- 2016: Seattle Sounders FC
- 2017: Toronto FC
- 2018: Atlanta United FC
- 2019: Seattle Sounders FC
- 2020: Columbus Crew
- 2021: New York City FC